# Mendel Kanner
Mendel Kanner – polski Żyd, kupiec, działacz społeczny.

## Życiorys
Był kupcem. Pod koniec XIX wieku piastował stanowisko prezesa rady nadzorczej założonego Komercjalnego Zakładu Kredytowego w Sanoku. Został wybrany zastępcą sędziego przysięgłego przy C. K. Sądzie Obwodowym w Sanoku na rok 1914. Był członkiem zarządu izraelickiej gminy wyznaniowej w Sanoku.
Na przełomie lat 20./30. był członkiem wydziału i rady nadzorczej Kasy Oszczędności Królewskiego Wolnego Miasta Sanoka. Był wybierany radnym rady miejskiej w Sanoku od 1903 do 1933. W okresie II RP uchodził za przedstawiciela ortodoksyjnych Żydów w Sanoku. W II RP był prezesem organizacji Żydów ortodoksyjnych „Machzikei Hadas”. Pełnił funkcję wiceprezesa stowarzyszenia Talmud Tora. Kierował towarzystwem „Machzyke Hadas”.
Przed 1939 figurował pod adresem ul. Rynek 7 i 7a (wcześniej numer konskrypcyjny 128 i 128a).